# Alifatické aldehydy
Alifatické aldehydy jsou aldehydy s alifatickým (rovným nebo rozvětveným) uhlíkovým řetězcem.

## Příklady
- formaldehyd (methanal)
- acetaldehyd (ethanal)
- propionaldehyd (propanal)
- butyraldehyd (butanal)

- akrylaldehyd (akrolein, propenal)